# Prix Michel-Marcel Gougeon
Prix Michel-Marcel Gougeon är ett travlopp för 6-åriga varmblodstravare (hingstar och valacker) som körs på Vincennesbanan i Paris i Frankrike varje år under samma tävlingsdag som Prix de Cornulier (näst sista söndagen i januari). Loppet är en del av det franska vintermeetinget. Det är ett Grupp 3-lopp, det vill säga ett lopp av tredje högsta internationella klass. Loppet körs över distansen 2700 meter. Förstapriset är 40 500 euro.

## Vinnare
| År   | Häst               | Efter              | Kusk               | Tränare            | Tid    |
| ---- | ------------------ | ------------------ | ------------------ | ------------------ | ------ |
| 2025 | Jabalpur           | Booster Winner     | Gabriele Gelormini | Alain Chavatte     | 1.13,6 |
| 2024 | Ino du Lupin       | Scipion du Goutier | Antoine Wiels      | Jean-Paul Marmion  | 1.14,1 |
| 2023 | Heraut d'Armes     | Ready Cash         | Jean-Michel Bazire | Jean-Michel Bazire | 1.13,5 |
| 2022 | Gamay de l'Iton    | Bird Parker        | Éric Raffin        | Hughes Levesque    | 1.12,8 |
| 2021 | Fire Cracker       | Quaro              | Éric Raffin        | Gregory Thorel     | 1.14,6 |
| 2020 | Eliot d'Ambri      | Ti Punsch River    | Éric Raffin        | Eddy Planchenault  | 1.14,9 |
| 2019 | Dandy de Godrel    | Timoko             | Björn Goop         | Björn Goop         | 1.14,9 |
| 2018 | Cash Maker         | Coktail Jet        | Sebastien Ernault  | Sebastien Ernault  | 1.13,4 |
| 2017 | Best du Hauty      | Roc Meslois        | Olivier Bizoux     | Olivier Bizoux     | 1.14,4 |
| 2016 | Alderman           | Phlegyas           | Éric Raffin        | Gregory Thorel     | 1.13,3 |
| 2015 | Volare de Lou      | Korean             | Christophe Martens | Vincent Martens    | 1.14,4 |
| 2014 | Ugo de Nieul       | Cygnus d'Odyssée   | Romain Derieux     | Romain Derieux     | 1.13,8 |
| 2013 | Team Job           | Buvetier d'Aunou   | Pierre Vercruysse  | Yvan Teerlinck     | 1.13,9 |
| 2012 | Snob de Corday     | Echo               | Pierre Vercruysse  | Sébastien Guarato  | 1.13,4 |
| 2011 | Roi du Vivier      | Hand du Vivier     | Jean-Michel Bazire | Jean-Michel Bazire | 1.15,2 |
| 2010 | Quartz Duophi      | Baccarat du Pont   | Jean-Michel Bazire | Jean-Michel Bazire | 1.14,9 |
| 2009 | Pipo Grange l'Abbe | Drag               | Franck Nivard      | Franck Leblanc     | 1.15,1 |